# An französischen Kaminen
Pour plus de détails, voir Fiche technique et Distribution.
An französischen Kaminen est un film dramatique et politique d'espionnage est-allemand réalisé par Kurt Maetzig et sorti en 1963.

## Synopsis
Dans les années 1960, un régiment de soldats de la Bundeswehr arrive en France pour participer à un exercice de l'OTAN. Klaus, un soldat du régiment, tombe amoureux d'une Française, Jeanne. Klaus apprend que son commandement, au cours de l'exercice, a l'intention de détruire « accidentellement » les ruines d'une église locale où des civils ont été tués par les occupants allemands en 1944. Un journaliste local qui fait des recherches sur l'événement découvre que, pendant la guerre, l'action a été ordonnée par le général nazi Ruckert, aujourd'hui général ouest-allemand de l'OTAN. Le commandant du régiment, Siebert, ordonne à plusieurs soldats, dont Klaus, de voler des documents dénonçant Ruckert à un journaliste. Le journaliste est bientôt tué dans un étrange accident de voiture. Mais en France, alors que de Gaulle n'a pas encore décidé de quitter le commandement intégré de l'OTAN, il n'est pas en sécurité et les documents n'intéressent personne, sauf quelques patriotes français, à qui Klaus les transmet par l'intermédiaire de Jeanne, dont il a gagné le respect et l'amour.

## Fiche technique
- Titre original : An französischen Kaminen[1],[2] (litt. « Autour des cheminées françaises »)
- Réalisation : Kurt Maetzig
- Scénario : Harald Hauser (de), Henryk Keisch (de)
- Photographie : Günter Haubold (de)
- Montage : Helga Emmrich (de)
- Musique : Wilhelm Neef (de)
- Sociétés de production : Deutsche Film AG
- Pays de production :  Allemagne de l'Est
- Langue originale : allemand
- Format : Noir et blanc - Son mono
- Durée : 99 minutes
- Genre : film dramatique et politique, espionnage
- Date de sortie : 
  - Allemagne de l'Ouest : 3 janvier 1963
  - Allemagne de l'Est : 11 janvier 1963

## Distribution
- Arno Wyzniewski (de) : Klaus Wetzlaff
- Angelica Domröse : Jeanne
- Hannjo Hasse : Major Siebert
- Harry Hindemith : Bourguignon
- Raimund Schelcher : Ludovic
- Günther Simon : Général Rucker
- Evelyn Cron (de) : Georgette
- Jörg Kaehler (de) : Gaston
- Gerd Biewer (de) : Moulinier
- Gerry Wolff : Gérard
- Marianne Wünscher (de) : Mariette
- Albert Zahn (de) : Leperret
- Horst Jonischkan (de) : Müller
- Willi Neuenhahn (de) : Heinemann
- Werner Röwekamp (de) : Homme des services secrets
- Hans Feldner : Émile
- Gerhard Rachold (de) : Officier de police judiciaire
- Fredy Barten (de) : Aubergiste
- Harald Hauser : Reporter
- Siegfried Höchst (de) : Soldat de la Bundeswehr
- Reinhold Polensen : Soldat de la Bundeswehr
- Günter Junghans (de) : Soldat de la Bundeswehr
- Hans Jürgen Steinat : Soldat de la Bundeswehr
- Herbert Graedtke (de) : Soldat de la Bundeswehr

## Production
An französische Kaminen a été tourné en noir et blanc sous le titre de travail Deutsche in Frankreich par le groupe de travail artistique « Roter Kreis » et a été présenté pour la première fois le 3 janvier 1963 au cinéma Colosseum de Berlin. Le film a été diffusé pour la première fois à la télévision le 24 janvier 1964 par la Deutsche Fernsehfunk.
La dramaturgie était assurée par Klaus Wischnewski. Le titre du film a été inspiré par le recueil de contes Träumereien an französischen Kaminen (de) du médecin et poète Richard von Volkmann, paru en 1871.